# 普林西佩镇
普林西佩镇是西班牙卡斯蒂利亚-拉曼恰雷阿尔城省的一个市镇。 总面积34平方公里，总人口1024人（2001年），人口密度30人/平方公里。